# Nimustin
Nimustin ist ein Zytostatikum aus den Gruppen der Alkylantien und der Nitrosoharnstoffe.

## Herstellung
Zur Synthese von Nimustin geht man von 2-Chlorethylisocyanat aus und setzt mit 4-Amino-5-aminomethyl-2-methylpyrimidin zum Harnstoffderivat um, dessen Nitrosierung  mit Salzsäure und Natriumnitrit gelingt.

## Pharmakologie

### Wirkung
Nimustin verändert die Strukturen der DNA chemisch und unterbindet auf diese Weise die Zellteilung.

### Anwendung
Nimustin wird als Medikament bei der Bekämpfung von Krebs eingesetzt. Wie auch bei anderen Nitrosoharnstoffen üblich, überwindet Nimustin die Blut-Hirn-Schranke und eignet sich deshalb besonders für die Behandlung von Hirntumoren.
Der große Vorteil gegenüber anderen Nitrosoharnstoffen ist, dass es die Lunge nicht schädigt.

### Nebenwirkungen
- Erbrechen und Durchfall
- verzögerte Knochenmarkschädigung
- Schleimhautentzündungen

## Handelsnamen
ACNU (CH, D), Nidran (J)